# Phare de Camocim
Le phare de Camocim (en portugais : Farol do Camocim) est un phare situé à environ 5 km au nord de  Camocim, un petit port au nord-ouest de l'État de Ceará - (Brésil).
Ce phare est la propriété de la Marine brésilienne  et il est géré par le Centro de Sinalização Náutica e Reparos Almirante Moraes Rego (CAMR) au sein de la Direction de l'Hydrographie et de la Navigation (DHN).

## Histoire
C'est une haute tour carrée blanche de 15 m de haut avec une petite lanterne sur la terrasse. Il est dans un terrain clôturé d'un mur blanc. Il émet, à une hauteur focale de 20 m au-dessus du niveau de la mer, trois éclats blancs par période de 10 secondes. Sa portée maximale est d'environ 28 kilomètres.
Identifiant : ARLHS : BRA126 ; BR0852 - Amirauté : G0108 - NGA : 17748 .

## Caractéristique dufeu maritime
- Fréquence sur 10 secondes :
  - Lumière : 1 seconde
  - Obscurité : 1 seconde
  - Lumière : 1 seconde
  - Obscurité : 1 seconde
  - Lumière : 1 seconde
  - Obscurité : 5 secondes

### Lien connexe
- Liste des phares du Brésil